# Сподар Ярослав Богданович
Спо́дар Яросла́в Богда́нович (нар. 27 січня 1970, Народичі, Житомирська область, УРСР) — український військовик, генерал-лейтенант, колишній (2014-2022) заступник командувача Національної гвардії України по роботі з особовим складом.

## Життєпис
Ярослав Сподар народився у смт Народичі, що на Житомирщині. У 1992 році закінчив Донецьке вище військово-політичне училище інженерних військ та військ зв'язку. У 2000 році отримав диплом Військового гуманітарного інституту Національної академії оборони України.
Керував управлінням виховної роботи головного управління внутрішніх військ МВС України та відділом комплектування й проходження служби офіцерським складом Академії внутрішніх військ Міністерства внутрішніх справ.
24 травня 2014 року указом виконуючого обов'язки Президента України Олександра Турчинова Ярослав Сподар був призначений на посаду заступника командувача Національної гвардії України.
25 березня 2015 року полковнику Сподару присвоєно звання генерал-майора.
14 жовтня 2017 року присвоєно військове звання генерал-лейтенанта.

26 серпня 2022 року Президент України звільнив Ярослава з посади заступника командувача Національної гвардії України

## Нагороди
- Орден Богдана Хмельницького III ст. (13 жовтня 2016) — за вагомий особистий внесок у зміцнення обороноздатності Української держави, мужність, самовідданість і високий професіоналізм, виявлені під час бойових дій та при виконанні службових обов’язків[6]
- Медаль «За бездоганну службу» III ст. (24 березня 2009) — за вагомий особистий внесок у зміцнення законності та правопорядку, зразкове виконання військового і службового обов'язку щодо захисту конституційних прав і свобод громадян та з нагоди Дня внутрішніх військ МВС України[7]